# Округ Гарвин (Оклахома)
Гарвин (енгл. Garvin County) је округ у америчкој савезној држави Оклахома.

## Демографија
По попису из 2010. године број становника је 27.576, што је 366 (1,3%) становника више него 2000. године.
| Група             | 2000.          | 2010.          |
| Белци             | 22.705 (83,4%) | 21.791 (79,0%) |
| Афроамериканци    | 695 (2,6%)     | 705 (2,6%)     |
| Азијати           | 62 (0,2%)      | 103 (0,4%)     |
| Хиспаноамериканци | 924 (3,4%)     | 1.713 (6,2%)   |
| Укупно            | 27.210         | 27.576         |